# Lijst van burgemeesters van Heumen
Dit is een lijst van burgemeesters van de Nederlandse gemeente Heumen in de provincie Gelderland.
| Ambtsperiode | Naam burgemeester                                           | Partij of stroming | Bijzonderheden                           |
| ------------ | ----------------------------------------------------------- | ------------------ | ---------------------------------------- |
| 1813 - 1814  | J.J. Craan                                                  |                    |                                          |
| 1814 - 1852  | G. Mos                                                      |                    |                                          |
| 1852 - 1855  | J.J. Vermeulen                                              |                    |                                          |
| 1855 - 1879  | F.W. van den Broek                                          |                    |                                          |
| 1879 - 1910  | A.A.J. van den Broek                                        |                    |                                          |
| 1910 - 1920  | Joseph Anton Hubert Steinweg                                |                    |                                          |
| 1921 - 1923  | Jan Meinderts (J.M.) Wynia                                  |                    |                                          |
| 1923 - 1953  | W.G.F.G. van 't Hullenaar                                   |                    |                                          |
| 1953 - 1968  | Walraed (W.J.F.M) baron van Hugenpoth tot Aerdt (1904-1990) |                    |                                          |
| 1968 - 1977  | Geert-Jan (G.J.C.A.) Nillesen                               | KVP                |                                          |
| 1978 - 1980  | Hein (H.J.J.) Aalders                                       | KVP                |                                          |
| 1980         | Piet (P.J.) Cramwinckel                                     | KVP                | waarnemend                               |
| 1980 - 2003  | Franz (F.C.W.) Grienberger                                  | CDA                |                                          |
| 2003 - 2011  | Jan (J.) van Zomeren                                        | PvdA               |                                          |
| 2011 - 2016  | Paul (P.) Mengde                                            | PvdA               | eerst waarnemend                         |
| 2017 - 2022  | Marriët (G.M.) Mittendorff                                  | CDA                | van 1 januari tot 18 mei 2017 waarnemend |
| 2022 - heden | Joerie (J.W.M.S.) Minses                                    | partijloos         | [ 5 ]                                    |